# Agustín Otero Largacha
Agustín Otero Largacha OAR (* 28. August 1940 in Bogotá, Kolumbien; † 9. Mai 2004) war ein kolumbianischer Ordensgeistlicher und Weihbischof in Bogotá.

## Leben
Agustín Otero Largacha trat der Ordensgemeinschaft der Augustiner-Rekollekten bei und empfing am 26. Juli 1964 die Priesterweihe.
Papst Johannes Paul II. berief ihn am 3. Mai 1986 zum Weihbischof in Bogotá und Titularbischof von Rotaria. Die Bischofsweihe spendete ihm der Erzbischof von Bogotá, Mario Revollo Bravo, am 13. Juni desselben Jahres; Mitkonsekratoren waren Arturo Salazar Mejía OAR, Bischof von Pasto, und Rubén Buitrago Trujillo OAR, Bischof von Zipaquirá.